# ROKS 화염방사기

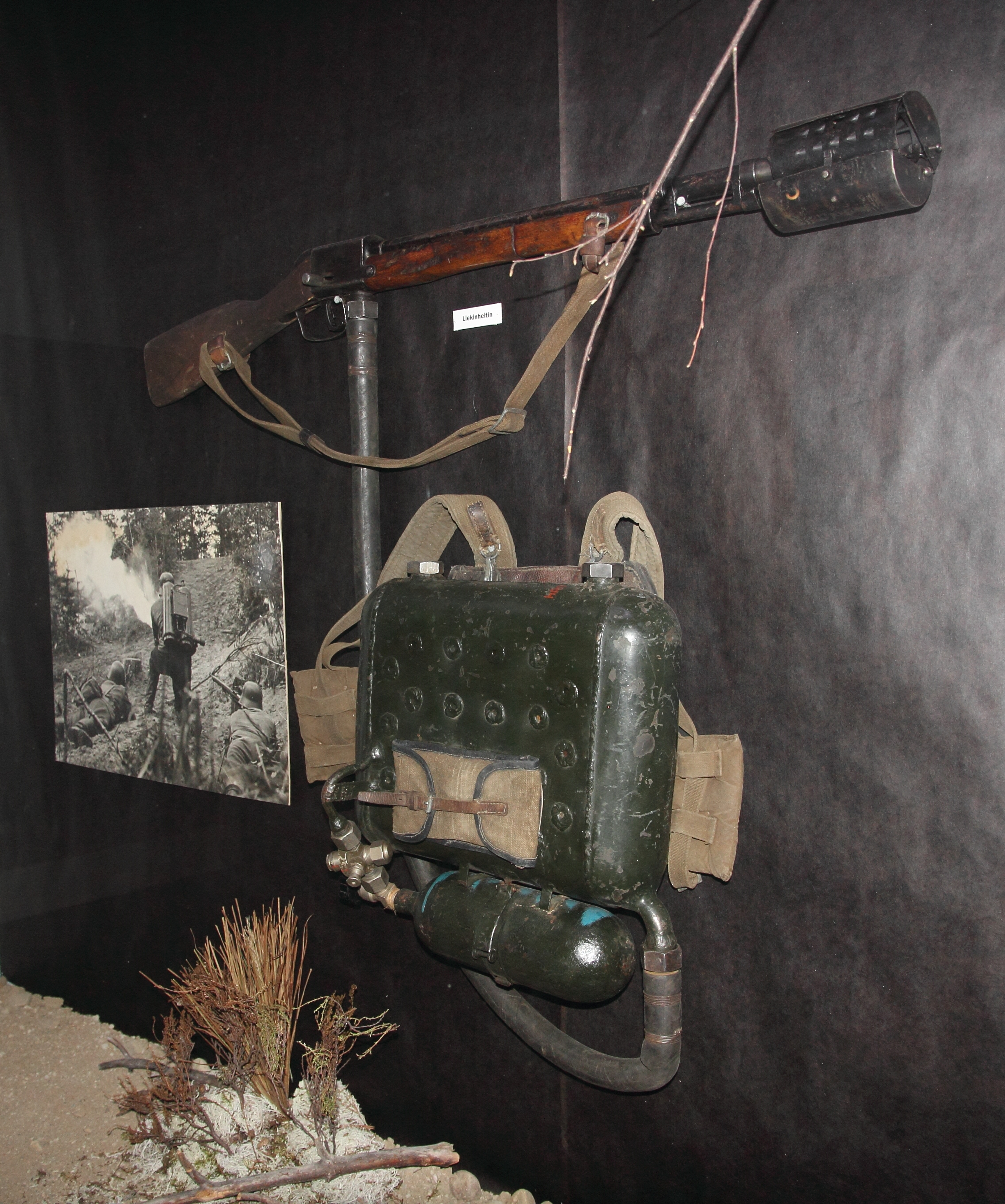

ROKS-2/3은 소비에트 연방이 사용하였던 화염방사기이다. 혼자서 운반이 가능한 화염방사기로. 적에 눈에 띄지 않게 단순하게 디자인되었다. 연료탱크는 가방 모양의 사각형을 띄고있었고. 발사구는 소형화기의 모습을 띠고있었다. 이후 ROKS-3에서는 더 단순화되었다.